# Ricardo D. Schwartz
Ricardo D. Schwartz, photographe et peintre humaniste, est né le 17 mars 1912 à Comodoro Rivadavia (Argentine) et mort le 25 mars 2002 à Albaret-le-Comtal.

## Biographie
Émigré en France à l'âge de 10 ans (en 1922), il pratique la photographie en autodidacte, puis intègre les
cours des Beaux Arts de la ville de Paris où il acquiert les bases du dessin et de la peinture académique. Son travail en noir et blanc sur la nuit parisienne et ses déplacements dans les pays de l'Est européen ont laissé de nombreux cahiers de voyages. 
Membre du cercle des photographes du sud parisien, contemporain de Robert Doisneau et de Willy Ronis, il a été fortement influencé par la photographie humaniste et le réalisme poétique de l'époque. Il est décédé le 25 mars 2002  à Albaret-le-Comtal. 

## Publications
- La nuit parisienne, Ricardo D. Schwartz - Éditions du Tilleul.
- Voyages à l'est, Ricardo D. Schwartz - Éditions Jeheber, Paris.